# Zakariás
A Zakariás férfinév a héber eredetű Zekarja, Zecharja latinosított alakja. Jelentése Jahve ismét megemlékezett.  Női párja: Zakária.

## Rokon nevek
- Zakeus: a Zekarja név rövidített változata.[2]

## Gyakorisága
Az 1990-es években a Zakariás és a Zakeus egyarént szórványos név, a 2000-es években nem szerepelnek a 100 leggyakoribb férfinév között.

## Névnapok
Zakariás
- február 21.[2]
- március 15.[2]
- szeptember 6.[2]
- november 5.[2]

Zakeus
- augusztus 22.[2]
- augusztus 23.[2]
- november 17.[2]

## Idegen nyelvi változatai
- Zachary (angol)
- Zaharia (román)
- Zaccheo (olasz)

## Híres Zakariások, Zakeusok
- Zakariás próféta
- Zakariás József magyar labdarúgó az Aranycsapat kiemelkedő balfedezete
- Clementis Zakariás lelkész
- Chorin Károly Zakariás orvos
- Zachary Quinto színész
- Zachary David Alexander Efron (Zac Efron) színész, énekes
- Zakariás pápa